# شيرعلي أباد
شيرعلي أباد (بالفارسية: شیرعلی‌آباد) هي قرية تقع في قسم انجيرآب الريفي في إيران. يقدر عدد سكانها بـ 418 نسمة بحسب إحصاء 2016.